# Brixia personata
Brixia personata är en insektsart som beskrevs av Van Stalle 1983. Brixia personata ingår i släktet Brixia och familjen kilstritar. Inga underarter finns listade i Catalogue of Life.